# Diocèse de Kisantu
Le diocèse de Kisantu est une circonscription ecclésiastique de l'Église catholique en République démocratique du Congo. Situé dans la province de Bas-Congo, à quelques 120 kilomètres au sud de la capitale du pays, Kinshasa, il est suffragant de l’archidiocèse de Kinshasa.

## Géographie
Le diocèse s'étend sur les territoires de Madimba, Kasangulu et Kimvula et une partie de la commune Mont Ngafula (Kinshasa) et compte 30 paroisses.

## Histoire
Dès leur arrivée dans le Bas-Congo dont l’évangélisation leur est confiée les premiers missionnaires, des jésuites belges, choisissent Kisantu comme poste missionnaire principal de la région, le village se trouvant sur la voie ferrée nouvellement construite (de 1890 à 1898) reliant Léopoldville au port de Matadi.
En novembre 1893 un petit groupe de missionnaires sous la conduite d’Émile Van Hencxthoven (1852-1906) se trouve à Kisantu. En 1894 de premiers baptêmes sont conférés. En 1900 le frère Justin Gillet y ouvre un ‘jardin botanique d’essai et d’acclimatation’. Pendant longtemps Kisantu sera le centre du rayonnement chrétien dans la région.
La préfecture apostolique du Kwango est créée le 30 janvier 1903. Sous l’impulsion de Joseph Van Wing de nombreuses institutions d’enseignement voient le jour, pour filles comme pour garçons. Le premier petit séminaire est ouvert à Lemfu en 1920. En 1926 l’université catholique de Louvain fonde à Kisantu une école d’infirmiers. Transférée plus tard à Léopoldville elle sera à l’origine de l’université Lovanium.
La préfecture est divisée le 1er avril 1931 en deux vicariats apostoliques : Kwango (Kikwit) et Kisantu. En 1937 les trois premiers prêtres indigènes sont ordonnés par Mgr Alphonse Verwimp dans la nouvelle cathédrale de Kisantu.
Peu avant l’indépendance du pays, la hiérarchie de l’Église catholique est établie sur l’ensemble du territoire du Congo belge, qui va devenir la République du Congo quelques mois plus tard. Ainsi, par la même bulle pontificale du 10 novembre 1959 (Cum parvulum)  Jean XXIII crée le diocèse de Kisantu. En 1961 Kisantu est déjà divisé en deux: Kisantu et Popokabaka.
Situé dans une région où la présence chrétienne est séculaire et très dense (plus de 73 % de catholiques) le diocèse est connu pour ses institutions d’enseignement de qualité. Le diocèse est suffragant de l’archidiocèse de Kinshasa.

## Supérieurs ecclésiastiques

### Vicaire apostolique de Kisantu
- 1931-1959: Alphonse Verwimp, S.J., promu évêque

### Évêque de Kisantu
- 1959-1960 : Alphonse Verwimp, S.J. (démissionnaire)
- 1961-1973 : Pierre Kimbondo (de) (démissionnaire)
- 1973-1993 : Antoine Mayala ma Mpangu (décédé)
- 1994-2020 : Fidèle Nsielele zi Mputu (démissionnaire)
  - 2020-2022 : Fridolin Ambongo Besungu (administrateur apostolique)
- depuis 2022 : Jean-Crispin Kimbeni Ki Kanda

## Paroisses
En 2013, le diocèse compte 30 paroisses groupées en 5 doyennés :
- Doyenné de Kisantu
  - Notre Dame des sept douleurs de Kisantu
  - Saint Joseph de Kisantu
  - Sainte Famille de Kisantu
  - Saint Pierre de Kikonka
  - Saint-Eugène de Kipako (1901)
  - Saint Joseph de Mayidi
  - Saint François Xavier de Mbanza-Mboma
  - Dieu Miséricorde de Ndembo
  - Sainte Goretti de Ngeba
  - Sainte Trinité de Nkandu

- Doyenné de  Kasangulu
  - Saint-Joseph de Kasangulu
  - Saint Christophe de Luila
  - Saint-Antoine de Padoue de Nsanda

- Doyenné de Kimvula
  - Notre-Dame de Lourdes de Kimvula (1926)
  - Sacré-Cœur de Jésus de Kinkosi
  - Saint-Pierre de Ntombombo

- Doyenné de Kimwenza

- Doyenné de Lemfu